# Веслування на байдарках і каное на літніх Олімпійських іграх 1960

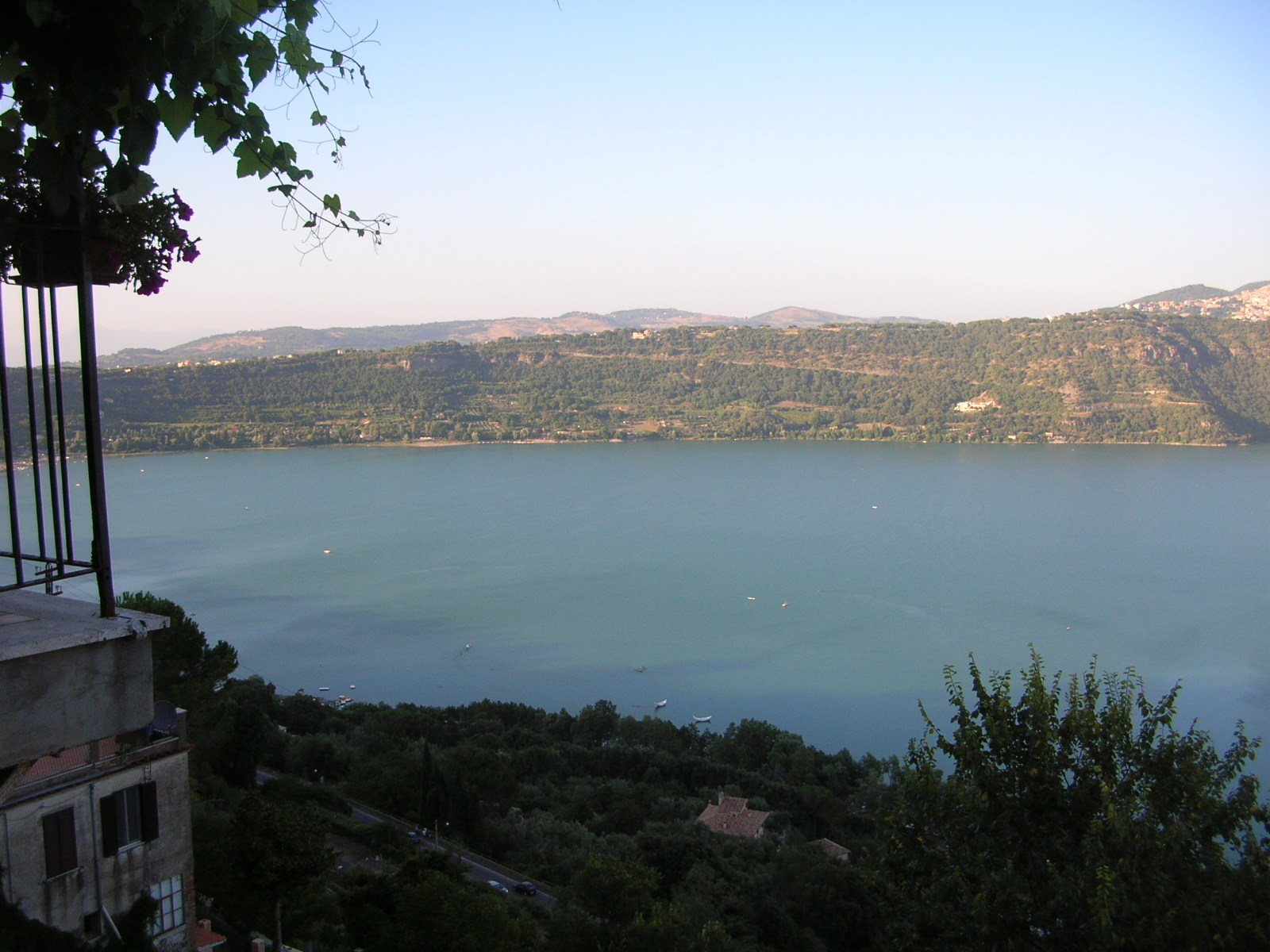
Вид на Альбанське озеро, де проходили змагання

Змагання з веслування на байдарках та каное на літніх Олімпійських іграх 1960 проходили з 26 по 29 серпня на Альбанському озері за 20 км на південний схід від столиці Ігор Рима.
172 спортсмени (144 чоловіки і 28 жінок) з 24 країн змагалися за 7 комплектів нагород (5 у чоловіків і 2 у жінок). Програма змагань в порівнянні з попередньою Олімпіадою в Мельбурні значно змінилася. З програми були вилучені всі заїзди на 10 000 метрів, при цьому збережено всі заїзди на дистанції 500 та 1000 метрів. Вперше в програму була включена естафета байдарочників 4 × 500 метрів. У жінок додалися змагання байдарок-двійок на 500 метрів. Крім того, на цій Олімпіаді вперше час вимірювався з точністю до 1/100 секунди.
Найуспішніше виступили радянські веслувальники: у жінок радянські спортсменки виграли золото в обох видах програми (Антоніна Середіна стала дворазовою олімпійською чемпіонкою), у чоловіків каноїсти перемогли на дистанції 1000 метрів серед двійок. Угорці завоювали 6 нагород, серед яких було одне золото (примітно, що всі 9 угорських веслярів, які виступали на Олімпіаді, завоювали нагороди).
Прославлений шведський байдарочник 40-річний Герт Фредрікссон (найстарший учасник змагань) виграв свою шосту в кар'єрі золоту олімпійську медаль, перемігши в двійках на дистанції 1000 метрів (разом з Свеном-Оловом Шеделіусом). Фредрікссон виграв золото на 4-й Олімпіаді поспіль, ставши най титулованішим байдарочником в історії Олімпійських ігор; ця золота медаль стала для нього першою і єдиною, завойованою у двійках, всі інші олімпійські нагороди швед завоював в одиночках. Крім золота в двійках Фредрікссон став третім на дистанції 1000 метрів серед одиночок. В естафеті байдарок-одиночок 4 × 500 м шведи не зуміли завоювати нагороду, і це був єдиний із 9 олімпійських стартів Фредрікссона за 12 років (1948-1960), за підсумками якого він не піднявся на п'єдестал пошани.

## Загальний медальний залік
(Жирним виділено найбільшу кількість медалей в своїй категорії; приймаюча країна також виділена) 
| Загальна кількість медалей | Загальна кількість медалей | Загальна кількість медалей | Загальна кількість медалей | Загальна кількість медалей | Загальна кількість медалей |
| Місце                      | Країна                     | Золото                     | Срібло                     | Бронза                     | Всього                     |
| -------------------------- | -------------------------- | -------------------------- | -------------------------- | -------------------------- | -------------------------- |
| 1                          | СРСР                       | 3                          | 1                          | 0                          | 4                          |
| 2                          | Угорщина                   | 1                          | 3                          | 2                          | 6                          |
| 3                          | Об'єднана Німеччина        | 1                          | 2                          | 0                          | 3                          |
| 4                          | Данія                      | 1                          | 0                          | 1                          | 3                          |
| 4                          | Швеція                     | 1                          | 0                          | 1                          | 2                          |
| 6                          | Італія                     | 0                          | 1                          | 0                          | 1                          |
| 7                          | Польща                     | 0                          | 0                          | 2                          | 2                          |
| 8                          | Румунія                    | 0                          | 0                          | 1                          | 1                          |

## Медалісти

### Чоловіки

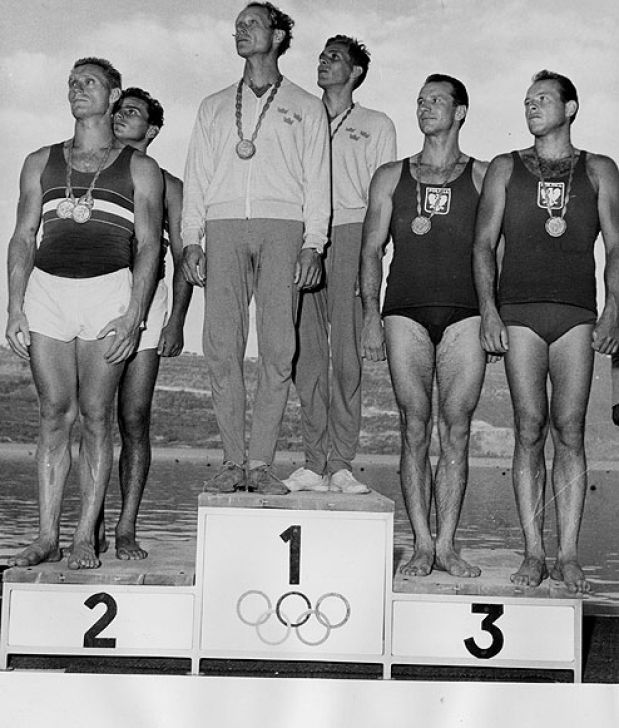
Олімпійський п'єдестал заїздів байдарок-двійок: на верхньому щаблі шведи Герт Фредрікссон (на передньому плані) і Свен-олово Шеделіус

| Дисципліна                           | Золото                                                                                        | Срібло                                                                 | Бронза                                                            |
| Каное-одиночки — 1000 м              | Угорщина · Янош Парті                                                                         | СРСР · Олександр Силаєв                                                | Румунія · Леон Ротман                                             |
| Каное-двійки — 1000 м                | СРСР · Леонід Гейштор · Сергій Макаренко                                                      | Італія · Альдо Дезі · Франческо Ла Маккей                              | Угорщина · Імре Фаркаш · Андраш Тере                              |
| Байдарки-одиночки — 1000 м           | Данія · Ерік Гансен                                                                           | Угорщина · Імре Селлеші                                                | Швеція · Герт Фредрікссон                                         |
| Байдарки-двійки — 1000 м             | Швеція · Герт Фредрікссон · Свен-Олов Шеделіус                                                | Угорщина · Андраш Сенте · Дьордь Месарош                               | Польща · Стефан Капланяк · Владислав Зелінскі                     |
| Естафета байдарок-одиночок 4 × 500 м | Об'єднана німецька команда · Дітер Краузе · Гюнтер Перлеберг · Пауль Ланге · Фрідхельм Венцке | Угорщина · Імре Селлеші · Імре Кемецеі · Андраш Сенте · Дьордь Месарош | Данія · Ерік Хансен · Хельмут Нюборг · Арне Хейер · Ерлінг Йессен |

### Жінки
| Дисципліна                | Золото                                  | Срібло                                                    | Бронза                                          |
| Байдарки-одиночки — 500 м | СРСР · Антоніна Середина                | Об'єднана німецька команда · Терезі Ценц                  | Польща · Даніела Вальковяк                      |
| Байдарки-двійки — 500 м   | СРСР · Антоніна Середина · Марія Шубіна | Об'єднана німецька команда · Терезі Ценц · Інгрід Гартман | Угорщина · Клара Фрід-Банфальві · Вільма Егреші |